# Oppenheimer-kráter
Az Oppenheimer egy hatalmas becsapódási kráter, ami a Hold (Földről nézve) túlsó, nyugati oldalán fekszik. A közelében található még délnyugatra a sötét talajú Maksutov-kráter, valamint a Davisson-kráter, ez utóbbi nagyjából 20%-kal nagyobb az Oppenheimernél.